# Жордан I (князь Капуанський)
Жордан I (італ. Giordano; †1091) — граф Аверський (1078—1091), князь Капуанський (1078—1091) з нормандської родини Дренго.
Син Річарда Дренго та його дружини Фресенди, дочки нормандського сеньйора Танкреда Отвільського від другої дружини, через мати племінник герцога Роберта Гвіскара.
У 1078 його батько Річард Дренго обложив Неаполь, який ще залишався незалежним, Роберт Гвіскар блокував Неаполь з моря, а Жордан напав на Абруццо, яке було папським володінням. За ці дії папа Григорій VII 3 березня 1078 відлучив Річарда та Роберта від церкви, після чого Річард повернувся до Капуї, покаявся та помер. Жордан визнав керівну роль папи і подався до Риму, покаявся перед Григорієм VII і став вірним слугою та захисником церкви.
Одним з його духовних вчителів став настоятель монастиря Монтекассіно, Дезидерій Беневентський, який був посередником між ним і імператором священної Римської імперії Генріхом IV у 1081.
У 1085 після смерті Роберта Гвіскара Жордан підтримав його сина Боемунда в його спорі з братом Рожером Борсою, матір'ю якого була Сігельгайта, дочка князя Салернського Гваймара IV. Дружина Жордана Гайтельтріма була також дочкою Гваймара. Впродовж 3 років Боемунд володів Апулією. У 1085 Григорій VII помер і антипапа Климент III за підтримки Генріха IV знову став претендувати на папський престол. Однак, Жордан змусив конклав кардиналів обрати папою Дезидерія Беневентського, який прийняв ім'я Віктор III. За сприяння війська Жордана та маркграфині Тосканської Матільди Віктор III зайняв Ватикан і прогнав Климента 1 липня 1086.
Останні роки правління Жордана нічим особливим не відзначились. Він помер поблизу Террачини і був похований у монастирі Монтекассіно. Престол спадкував його син Річард II. Інші сини Роберт і Жордан II пізніше також правили.